# 库基民族军
库基民族军（縮寫 KNA）是活跃于缅甸西北部与印度东北部的一支库基族地方武装部队。它隶属于库基民族组织。该武装部队在印度曼尼普尔邦、缅甸欽邦的栋赞镇区、實皆省的坎底镇区、霍马林镇区、莱西镇区、德穆镇区的庙堤（Myothit）。

## 历史
库基民族军成立于1988年2月24日，目标是建立由印度和缅甸的库基人管理的独立国家。从形成到2013年，库基民族军与缅甸国防军进行了20次的武装对抗。
2010年缅甸议会选举之后，来自其他库基人组织的压力迫使库基民族军将印度和缅甸的武装部队分离，后者更名为缩写库基民族军（缅甸），缩写为KNA(B)。